# Goodreads
Goodreads é uma empresa  site da Amazon.com de "catalogação social"  fundada em dezembro de 2006, lançada em janeiro de 2007 por Otis Chandler engenheiro de software e empresário, e Elizabeth Chandler.
  Em 28 de março de 2013, a Amazon anunciou sua aquisição por um valor não revelado.
O Web site permite que os indivíduos pesquisem livremente o extenso banco de dados de livros, anotações e revisões do Goodreads. Os usuários podem se inscrever e registrar livros para gerar catálogos de bibliotecas e listas de leitura. Eles também podem criar seus próprios grupos de sugestões de livros, pesquisas, blogs e discussões.
Em dezembro de 2007, o site tinha mais de 650.000 membros e mais de 10.000.000 livros tinham sido adicionados.  Em julho de 2012, o site relatou 10 milhões de membros, 20 milhões de visitas mensais e 30 funcionários. Em 23 de julho de 2013, foi anunciado em seu site que a base de usuários tinha crescido para 20 milhões de membros, tendo dobrado em cerca de 11 meses. Os escritórios do site localizam-se em São Francisco.
O Goodreads tem presença no Facebook, Pinterest, Twitter e outros sites de redes sociais.  Associar uma conta Goodreads com uma conta de rede social como o Facebook permite importar contatos da conta da rede social para Goodreads, ampliando a lista de contatos do Goodreads. Há configurações disponíveis, também, para permitir que o Goodreads publique diretamente em uma conta de rede social, que informa, por exemplo, amigos do Facebook, o que se está lendo ou como alguém classificou um livro. Esse vínculo constante do Goodreads com outros sites de redes sociais mantém o fluxo de informações e a conectividade contínuas.

## Recursos
No site do Goodreads, os usuários podem adicionar livros a suas estantes pessoais, avaliar e rever livros, ver o que seus amigos e autores estão lendo, participar de fóruns de discussão e grupos sobre uma variedade de tópicos e obter sugestões para futuras escolhas de leitura com base em seus livros. Uma vez que usuários adicionem amigos ao seu perfil, eles verão as prateleiras e comentários de seus amigos e, podem comentar as páginas dos amigos. Goodreads apresenta um sistema de classificação de uma a cinco estrelas, com a opção de acompanhar a avaliação com uma revisão por escrito. O site fornece prateleiras padronizadas como: "lendo atualmente e, para ler", fornece também a oportunidade de criar prateleiras personalizadas, para categorizar os livros de um usuário.
Os usuários do Goodreads podem ler ou ouvir uma prévia de um livro no site usando Kindle Cloud Reader e Audible.  O Goodreads também oferece questionários e trivialidades, citações, listas de livros e brindes gratuitos. Os membros podem receber o boletim de notícias regular que caracteriza livros novos, sugestões, entrevistas de autores, e poesia. Se um usuário tiver escrito um trabalho, o trabalho pode ser vinculado na página de perfil do autor, que também inclui o blog do autor. O Goodreads também organiza oportunidades off-line, como troca de livros e "rastreamentos de clubes literários".
O site facilita interações do leitor com os autores através de entrevistas, brindes, blogs de autores e informações de perfil. Há também uma seção especial para autores com sugestões para promover seus trabalhos no Goodreads, com o objetivo de ajudá-los a atingir seu público-alvo. Até 2011, dezessete mil autores, incluindo James Patterson e Margaret Atwood, anunciaram no Goodreads.